# ブレティニ・スール・オルジュ駅脱線事故
ブレティニ・スール・オルジュ駅脱線事故（ぶれてぃに＝すーる＝おるじゅえきだっせんじこ）とは、中央ヨーロッパ夏時間2013年7月12日17時15分頃に、フランスのブレティニ・スール・オルジュにあるブレティニ・スール・オルジュ駅において発生した鉄道事故である。385人の乗客を乗せ137km/hで駅を通過しようとしたアンテルシテが脱線し、事故車両の乗客と駅にいた利用客のうち少なくとも6人の死者と30人の負傷者が発生した。

## 経緯

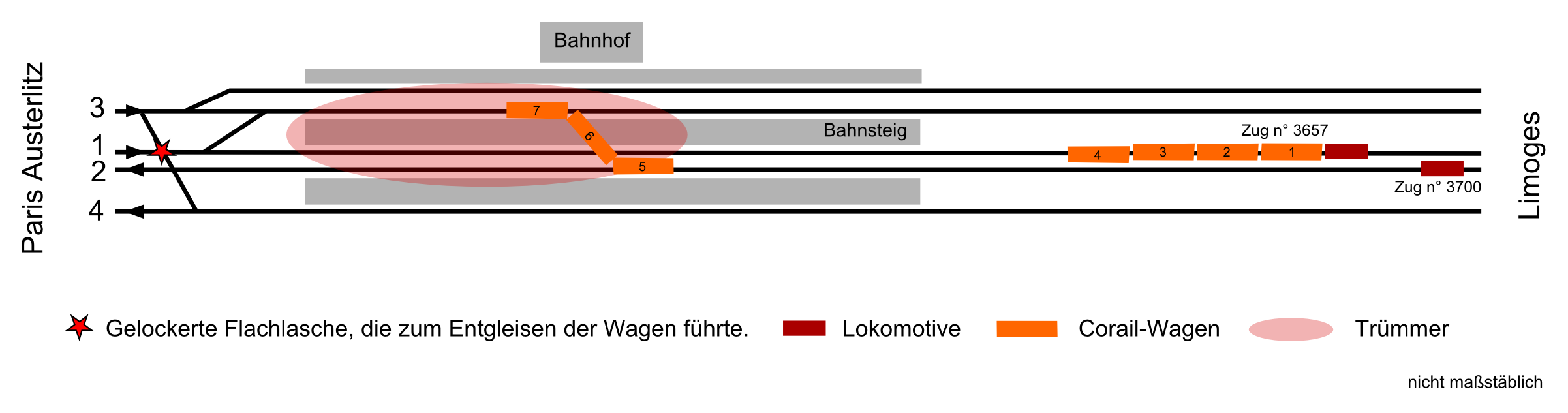
事故現場の概略図。橙色は客車、茶色は機関車。

2013年7月12日17時15分頃、オステルリッツ発リモージュ行きのアンテルシテ（列車番号3657、BB26000型電気機関車+客車7両）がパリ・ボルドー線（RER C線）ブレティニ・スール・オルジュ駅を137 km/hで通過しようとしたところ、客車7両のうち後方の4両が脱線した。客車のうち、4両目までは脱線しなかった機関車と前方3両の客車に牽引される形で引きずられたが、5両目以降は連結が外れ、5両目と7両目が異なる線路に進入したことで6両目が駅の島式プラットホームに乗り上げるという凄惨な被害状況を呈した。
事故が発生した7月は、フランスにおける本格的な夏休みシーズンで列車を利用する客も多く、当該列車には385人の乗客が乗っていた。この事故で6人が死亡し、30人が負傷した。負傷者のうち8人は重体である。死者のうち4人は、ブレティニ・スール・オルジュ駅で別の列車を待っていた際にプラットホームに乗り上げた車両にはねられたものと見られている。他、プラットホームに乗り上げた車両によって、駅施設の一部が破壊された。
事故直後、当該列車の運転士が直ちに列車防護を行ったため、対向列車による併発事故は発生しなかった。現場には約300人の消防士とヘリコプター8機が動員され、20の病院から医療チームが派遣された。

## 事故原因
事故原因の調査は事故翌日の7月13日から行われた。この調査で、駅の約200m手前にあるポイントのうち、レールの片側にボルトで接続され、レール同士をつなぐ役目を果たしている約10kgの金属プレートが破損している事が判明し、このプレートによって3両目と4両目の客車が最初に脱線したものと推測された。乗客の証言にも、この場所で大きな衝撃音がしたというものがある。
通常、このプレートはロックワッシャーを用いて4本のボルトで固定されており、脱落したこと自体に疑問を投げかける専門家もいる。フランス国鉄総裁のギヨーム・ペピはこの調査結果を記者会見で述べた上で、プレートが脱落した事実を疑問視する声に対して「その点は大きな疑問だ」「推測するには時期尚早」と述べた。ポイントは7月4日に点検が行われたばかりであり、この時に異常は確認されていなかった。また、事故の約20分前には別の列車がポイントを通過しているが、異常はみられなかった。
一方でフランスのメディアの中には、事故の背景として在来線を中心としたフランス国内の鉄道網全体の老朽化を指摘する声もある。フランスのキュビエ運輸・海洋・漁業担当大臣も「30年前の線路のままで需要に応え切れていないのが現状」と述べており、老朽化を認めている形である。また、事故後の運転士の対応が適切であった事からヒューマンエラーは考えにくいという見解を述べた一方で、点検が疎かになっていた点に関しては否定した。

## 影響
事故が発生したRER C線は、事故翌日の13日も全面運休して事故調査に当たった。同日の正午には、フランス国内にある全てのフランス国鉄の駅で、駅員や利用客による1分間の黙祷が行われた。ブレティニ・スール・オルジュ駅は3日間閉鎖されるため、代替の長距離輸送にバスの路線が用意された。
また、事故原因になったと思われるポイントの部品は、同型のものがフランス国内で約5000ヶ所存在するため、問題の有無を把握するための一斉点検が実施されている。
事故から2日後の14日はフランスの革命記念日であり、これを記念する軍事パレードが開催されたが、地元メディアはこの事故を踏まえて「悲しみの中の革命記念日」と報じている。